# Petalocephala rubromarginella
Petalocephala rubromarginella är en insektsart som beskrevs av Kuoh 1984. Petalocephala rubromarginella ingår i släktet Petalocephala och familjen dvärgstritar. Inga underarter finns listade i Catalogue of Life.